# Malcolm Stewart (Schauspieler)
Malcolm Stewart (* 15. Mai 1948 in Montreal, Québec) ist ein kanadischer Theater- und Filmschauspieler.

## Leben
Stewart wurde am 15. Mai 1948 in Montreal geboren. Seine Mutter Barbara McCallie war als Statistin im Film Vom Winde verweht zu sehen, sein Vater war Kapitän. Von 1989 bis 1999 war Stewart mit Cheryl Wilson verheiratet. Der Ehe entsprang ein Kind. Nach seinem Abschluss an der University of Vermont besuchte er die Columbia University. Nach seiner erfolgreichen Ausbildung sammelte er erste Erfahrungen als Schauspieler am Broadway. Erste Erfahrungen als Filmschauspieler sammelte er ab Mitte der 1980er Jahre in einer Reihe von Episodenrollen in verschiedenen Fernsehserien. Er übernahm Nebenrollen in Timecop, Jumanji oder Titanic in den 1990er Jahren. 2011 übernahm er im Tierhorrorfernsehfilm Ice Road Terror die Rolle des Karl Kruger. 2018 war er in der Rolle des Mr. Remora in drei Episoden der Fernsehserie Eine Reihe betrüblicher Ereignisse zu sehen. Von 2019 bis 2020 verkörperte er die Rolle des Francis J. Dupont in insgesamt elf Episoden der Fernsehserie Riverdale.

## Filmografie (Auswahl)
- 1984: Der Vagabund – Die Abenteuer eines Schäferhundes (The Littlest Hobo, Fernsehserie, Episode 5x15)
- 1986: Chefarzt Dr. Westphall (St. Elsewhere, Fernsehserie, Episode 4x16)
- 1987: Adderly (Fernsehserie, Episode 2x06)
- 1987: Schatten in der Dunkelheit (Echoes in the Darkness, Mini-Serie)
- 1989: Die Anwältin (Physical Evidence)
- 1994: Timecop
- 1994–1995: Madison (Fernsehserie, 5 Episoden)
- 1995: Ebbies Weihnachtsgeschichte (Miracle at Christmas: Ebbie’s Story, Fernsehfilm)
- 1995: Jumanji
- 1996: Schwanger! Es geschah unter Narkose (She Woke Up Pregnant, Fernsehfilm)
- 1996: Titanic
- 1998: Die unschuldige Mörderin (I Know What You Did, Fernsehfilm)
- 1998: Jung, blond und gefährlich (Nobody Lives Forever)
- 2000: Dumm gelaufen – Kidnapping für Anfänger (Screwed)
- 2000: Quarantine (Quarantine, Fernsehfilm)
- 2003: Ein Schlitzohr namens Santa Claus (Stealing Christmas)
- 2003: Weltuntergang: Das Gewitter-Inferno (Lightning: Bolts of Destruction, Fernsehfilm)
- 2004: Miracle – Das Wunder von Lake Placid (Miracle)
- 2005: Gefährliche Nachbarn (Best Friends)
- 2006: Butterfly Effect 2 (The Butterfly Effect 2)
- 2006: Gefallene Engel (Fallen: The Beginning)
- 2006–2008: Kyle XY (Fernsehserie, 6 Episoden)
- 2007: Spiel mit der Angst (Butterfly on a Wheel)
- 2008: Dr. Dolittle 4 (Dr. Dolittle: Tail to the Chief)
- 2009: Grace
- 2009: Moon
- 2009: Rampage
- 2011: Ice Road Terror (Fernsehfilm)
- 2013: The Wedding Chapel
- 2015: No Men Beyond This Point
- 2017: Arrow (Fernsehserie, Episode 4x23)
- 2017: Rogue (Fernsehserie, Episode 4x09)
- 2018: Eine Reihe betrüblicher Ereignisse (A Series of Unfortunate Events, Fernsehserie, 3 Episoden)
- 2019–2020, 2023: Riverdale (Fernsehserie, Fernsehserie, 25 Episoden)
- 2020: 2 Hearts